# Comuna 14 (Cali)
La Comuna 14 de Cali está localizada al suroriente del área urbana.
La comuna 14 tiene un área total de 458 hectáreas, de las cuales 448 están utilizadas en vivienda, es decir presenta muy pocas zonas verdes. Su población según datos del último censo de habitantes representa el 9.6% del total de población de la ciudad, o sea 258.376 habitantes en el año 2016.
La comuna limita:
- al oriente y norte  con la comuna 21,
- al occidente con la comuna 13,
- al sur occidente con la comuna 15 y
- al sur con el corregimiento de Navarro.

La comuna 14 hace parte del Distrito de Aguablanca.

## Barrios
La comuna 14 está conformada por los barrios:
| - Alirio Mora Beltrán - José Manuel Marroquín I - José Manuel Marroquín II - Los Naranjos I - Los Naranjos II - Puertas del Sol l | - Quintas del Sol - Manuela Beltrán - Las Orquídeas - Alfonso Bonilla Aragón - La Casona - Promociones Populares B |

## Historia
La historia de la comuna 14 de Santiago de Cali, por lo general estaría matizada por un proceso complejo de asentamiento; en el confluyeron personas llegadas desde zonas rurales del Valle, Costa Pacífica (Chocó, Cauca, Nariño) y Eje Cafetero; es decir, fruto de migraciones regionales campesinas, así como un proceso de relocalización de habitantes expulsados de la zona céntrica de la ciudad; el Distrito ha tejido su historia desde una marginación espacial y moral, es fruto de una sociedad excluyente, que genera desigualdades. 
En algunos sectores, invadir terrenos de las antiguas haciendas, fue una tarea incentivada por caciques electorales y las promesas de políticos en campaña: se realizaron urbanizaciones piratas, es decir fraudulentas para las cuales no hubo un diseño urbanístico; en algunos tramos ha significado insuficiencia en planeación urbana y en la dotación de servicios públicos. 
El municipio ha tenido que invertir mucho dinero en mejorar las condiciones de urbanización y generar una legalización masiva de predios; por ejemplo, en Marroquin II y en Los Lagos, se urbanizaron, y ganaron algo de reconocimiento cuando sus gentes lucharon para reivindicar sus derechos colectivos por tener servicios públicos: gestionando agua, alcantarillado y transporte. La excepción es la urbanización Puerta del Sol, que se desarrolló como un programa de vivienda de interés social, cumpliendo con todos los requisitos de cesión de vías y zonas verdes y con la dotación de la infraestructura básica de servicios públicos.